# Ferdinand Gottfried Droste zu Vischering
Ferdinand Gottfried Droste zu Vischering (* um 1715; † nach 1755) war Domherr in Osnabrück und Münster.

## Leben

### Herkunft und Familie
Ferdinand Gottfried Droste zu Vischering entstammte dem Adelsgeschlecht Droste zu Vischering, eines der bedeutendsten in Westfalen. Zahlreiche namhafte Persönlichkeiten sind aus ihm hervorgegangen. Er war der Sohn des Maximilian Heidenreich Droste zu Vischering und dessen Gemahlin Maria Antonia/Gaudentia Wilhelmina Josefa zu Büren und Ringelstein von Schenking zu Beveren und Asbeck (1687–1718). Sein Bruder Adolf Heidenreich war Drost und Erbauer des Erbdrostenhofes in Münster. Seine Schwester Anna Elisabeth war mit Franz Otto von Korff verheiratet. Sein Halbbruder Clemens August war Domherr in Münster.

### Werdegang und Wirken
Im Jahre 1737 verzichtete Anton Heinrich Hermann von Velen zugunsten Ferdinands auf seine Osnabrücker Dompräbende. Durch den Verzicht des Domherrn Hermann Arnold von Vittinghoff-Schell kam er 1741 in den Besitz eines Domkanonikats in Münster. Im Jahre 1755 verzichtete Ferdinand Gottfried in Münster zugunsten von Friedrich Wilhelm von Westphalen und in Osnabrück zugunsten von Franz Karl von Landsberg zu Erwitte.